# Tichilești (Constanța)
Tichilești es una localidad rumana de la comuna de Horia, en el condado de Constanța.

## Historia
Hacia finales del siglo XIX, la localidad, que ya por entonces pertenecía al condado de Constanța, formaba parte de la comuna de Ghizdărești y tenía contabilizada una población de 538 habitantes.
Hacia finales del siglo XX la localidad pertenecía a una comuna llamada Horia que incluía también las localidades de Horia, Ghindărești y Cloșca. En 1996 dicha comuna cambió su nombre por el de Ghindărești.
En el censo de 2021 la localidad, que había pasado a formar parte de nuevo de la comuna de Horia, tenía una población de 271 habitantes.